# دارين سميث (لاعب كرة قدم بريطاني)
دارين سميث (بالإنجليزية: Darren Smith)‏ (27 مارس 1988 في المملكة المتحدة - ) هو لاعب كرة قدم بريطاني في مركز جناح. شارك مع منتخب اسكتلندا تحت 19 سنة لكرة القدم ومنتخب اسكتلندا تحت 20 سنة لكرة القدم ومنتخب اسكتلندا تحت 21 سنة لكرة القدم. أما مع النوادي، فقد لعب مع نادي روس كاونتي ونادي ماذرويل ونادي ستنهاوسموير ونادي ستيرلينغ ألبيون.

## وصلات خارجية
- دارين سميث على موقع قاعدة بيانات كرة القدم.إي يو (الإنجليزية)
- دارين سميث على موقع Soccerbase.com (لاعب) (الإنجليزية)